# Drapeau et armoiries de Colotlán
 (juin 2024).

Drapeau de la ville de Colotlán

Le drapeau de la ville de Colotlán, représente les armoiries de la ville d'or, à sur fond rouge. Il a été adopté le 28 avril 2010.

## Armoiries

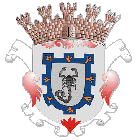
Armoiries de Colotlán

Ce sont les armoiries de la commune de Colotlán. La signification est à côté des scorpions et est représentée par une couronne en haut et un scorpion au centre du champ héraldique ; le sens vient de la langue náhuatl.